# Mycteroperca
Mycteroperca Gill, 1862 è un genere di pesci della famiglia Serranidae.

## Tassonomia
In questo genere sono riconosciute 15 specie:
- Mycteroperca acutirostris
- Mycteroperca bonaci
- Mycteroperca cidi
- Mycteroperca fusca
- Mycteroperca interstitialis
- Mycteroperca jordani
- Mycteroperca microlepis
- Mycteroperca olfax
- Mycteroperca phenax
- Mycteroperca prionura
- Mycteroperca rosacea
- Mycteroperca rubra
- Mycteroperca tigris
- Mycteroperca venenosa
- Mycteroperca xenarcha